# Peter Mullan
Peter Mullan (ur. 2 listopada 1959 w Peterhead, Szkocja, Wielka Brytania) – brytyjski scenarzysta, aktor i reżyser. Jest Szkotem ze strony ojca i Irlandczykiem ze strony matki.
W wieku 19 lat nakręcił kilka filmów krótkometrażowych. Mimo chęci nie przyjęto go do National Film School. Po tej porażce postanowił oddać się aktorstwu. Na małym ekranie po raz pierwszy pojawił się w 1983 występem w serialu kryminalnym Taggort. Na ekranach kin zadebiutował 7 lat później rolą w Wielkim człowieku (The Big Man). Wyreżyserował film pt. Siostry magdalenki (The Magdalene Sisters), do którego sam napisał scenariusz oraz zagrał w nim.

## Filmografia

### Reżyser
- 2002: Siostry magdalenki (The Magdalene Sisters)

### Scenariusz
- 2002: Siostry magdalenki (The Magdalene Sisters)

### Aktor
- 1990: Opium Eaters
- 1990: Wielki człowiek (The Big Man)
- 1990: Riff-Raff
- 1990: Your Cheatin’ Heart
- 1991: Jute City
- 1992: Sealladh
- 1994: Płytki grób (Shallow Grave)
- 1995: Braveheart. Waleczne serce (Braveheart)
- 1995: Ruffian Hearts
- 1995: Good Day for the Bad Guys
- 1996: Nightlife
- 1996: Trainspotting
- 1997: Poor Angels
- 1997: Elfy z ogrodu czarów (FairyTale: A True Story)
- 1997: Bogwoman
- 1998: Duck
- 1998: Jestem Joe (My Name Is Joe)
- 1999: Facet do towarzystwa (Mauvaise passe)
- 1999: Namiętność panny Julity (Miss Julie)
- 2000: Królowie życia (The Claim)
- 2000: Przyzwoity przestępca (Ordinary Decent Criminal)
- 2001: Dziewiąta sesja (Session 9)
- 2002: Siostry magdalenki (The Magdalene Sisters)
- 2003: This Little Life
- 2003: Młody Adam (Young Adam)
- 2003: Pocałunek życia (Kiss of Life)
- 2004: Criminal – Wielki przekręt (Criminal)
- 2004: Kono yo no sotoe - Club Shinchugun
- 2004: Blinded
- 2004: Shoebox Zoo
- 2005: On a Clear Day
- 2005: Miss June
- 2006: Dragnet
- 2006: Cargo
- 2006: Ludzkie dzieci (Children of Men)
- 2006: Infiltracja (The Departed)
- 2007: Ostatni legion (The Last Legion)
- 2010: Harry Potter i Insygnia Śmierci: Część I jako Corban Yaxley
- 2013: Sunshine on Leith
- 2013: Czas zapłaty (Welcome to the Punch)
- 2018: Bez śladu (The Vanishing)
- 2022: Słońce nad horyzontem (The Hanging Sun)

### Aktor gościnnie
- 1983: Taggart
- 1992: Rab C. Nesbitt
- 1997: Fleadh Report

## Nagrody
- 1998: Cannes Jestem Joe Najlepsza rola męska
- 1998: Europejska Nagroda Filmowa Jestem Joe (nominacja) Najlepszy aktor
- 1998: BIFA Jestem Joe (nominacja) Najlepszy aktor
- 1998: BIFA Orphans (nominacja) Najlepszy scenariusz
- 1998: Międzynarodowy Festiwal Filmowy w Wenecji Orphans Nagroda Kodaka
- 2000: BIFA Namiętność panny Julity (nominacja) Najlepszy aktor
- 2002: Festiwal Filmowy w Toronto Siostry magdalenki Nagroda specjalna
- 2002: Międzynarodowy Festiwal Filmowy w Wenecji Siostry magdalenki Złoty Lew
- 2003: BAFTA Siostry magdalenki (nominacja) Najlepszy scenariusz oryginalny
- 2003: BIFA Siostry magdalenki (nominacja) Najlepszy scenariusz
- 2004: César Siostry magdalenki (nominacja) Filmy Fabularne